# دیگر نمی‌توانی روی صحنه آن کار را بکنی، جلد ۶
«تو دیگر نمی‌توانی آن‌را بر روی صحنه انجام دهی، جلد ۶» (به انگلیسی: You Can't Do That on Stage Anymore, Vol. 6) آلبومی از هنرمند اهل ایالات متحده آمریکا فرانک زاپا است که در سال ۱۹۹۲ میلادی منتشر شد.